# Meridià 142 a l'est
El meridià 142 a l'est de Greenwich és una línia de longitud que s'estén des del pol Nord travessant l'oceà Àrtic, Àsia, l'oceà Pacífic, Australàsia, l'oceà Índic i l'Antàrtida fins al pol Sud.
El meridià 142 a l'est forma un cercle màxim amb el meridià 38 a l'oest.
Com tot els altres meridians, la seva longitud correspon a una semicircumferència terrestre, són 20.003,932 km. Al nivell de l'equador, la seva distància del meridià de Greenwich és de 15.807 km
El 142 meridià a l'est és la localització estimada de la frontera entre Espanya i Portugal segons el tractat de Saragossa signat el 22 d'abril de 1529. En conseqüència, a Illa Possessió 142°24'E, just abans del capvespre del dimecres 22 d'agost de 1770, el capità Cook va declarar que la costa era territori britànic en nom del rei Jordi III d'Anglaterra. La costa cap a l'oest era ja territori holandès.

## De Pol a Pol
Començant en el pol Nord i dirigint-se cap al pol Sud, aquest meridià travessa:
| Coordenades                               | País, territori o mar      | Notes |
| ----------------------------------------- | -------------------------- | --- |
| 90° 0′ N, 142° 0′ E / 90.000°N,142.000°E  | Oceà Àrtic                 | |
| 76° 3′ N, 142° 0′ E / 76.050°N,142.000°E  | Rússia                     | Sakhà — Kotelni, Illes de Nova Sibèria |
| 74° 55′ N, 142° 0′ E / 74.917°N,142.000°E | Mar de la Sibèria Oriental | Estret de Sànnikov |
| 73° 55′ N, 142° 0′ E / 73.917°N,142.000°E | Rússia                     | Sakhà — Bolshoi Liakhovski, Illes de Nova Sibèria |
| 73° 16′ N, 142° 0′ E / 73.267°N,142.000°E | Mar de la Sibèria Oriental | Estret de Dmitri Làptev |
| 72° 43′ N, 142° 0′ E / 72.717°N,142.000°E | Rússia                     | Sakhà Krai de Khabàrovsk — des de 62° 1′ N, 142° 0′ E / 62.017°N,142.000°E |
| 58° 59′ N, 142° 0′ E / 58.983°N,142.000°E | Mar d'Okhotsk              | |
| 53° 28′ N, 142° 0′ E / 53.467°N,142.000°E | Rússia                     | Óblast de Sakhalín — Illa de Sakhalín |
| 51° 31′ N, 142° 0′ E / 51.517°N,142.000°E | Estret de Tartària         | |
| 48° 56′ N, 142° 0′ E / 48.933°N,142.000°E | Rússia                     | Óblast de Sakhalín — Illa de Sakhalín |
| 48° 30′ N, 142° 0′ E / 48.500°N,142.000°E | Estret de Tartària         | |
| 47° 39′ N, 142° 0′ E / 47.650°N,142.000°E | Rússia                     | Óblast de Sakhalín — Illa de Sakhalín |
| 47° 16′ N, 142° 0′ E / 47.267°N,142.000°E | Estret de Tartària         | |
| 46° 56′ N, 142° 0′ E / 46.933°N,142.000°E | Rússia                     | Óblast de Sakhalín — Illa de Sakhalín |
| 45° 58′ N, 142° 0′ E / 45.967°N,142.000°E | Estret de La Pérouse       | |
| 45° 28′ N, 142° 0′ E / 45.467°N,142.000°E | Japó                       | Prefectura de Hokkaidō — Illa de Hokkaidō |
| 42° 30′ N, 142° 0′ E / 42.500°N,142.000°E | Oceà Pacífic               | |
| 39° 38′ N, 142° 0′ E / 39.633°N,142.000°E | Japó                       | Prefectura d'Iwate — Illa de Honshū |
| 39° 24′ N, 142° 0′ E / 39.400°N,142.000°E | Oceà Pacífic               | Passa just a l'oest de l'illa de Chichi-jima, Tòquio, Japó (a 27° 5′ N, 142° 10′ E / 27.083°N,142.167°E) · Passa just a l'oest de l'illa de Haha-jima, Tòquio, Japó (a 26° 42′ N, 142° 7′ E / 26.700°N,142.117°E) |
| 2° 58′ S, 142° 0′ E / 2.967°S,142.000°E   | Papua Nova Guinea          | |
| 9° 12′ S, 142° 0′ E / 9.200°S,142.000°E   | Mar d'Arafura              | Passa just a l'oest de les illes de l'estret de Torres, Austràlia (a 10° 7′ S, 142° 5′ E / 10.117°S,142.083°E) |
| 10° 42′ S, 142° 0′ E / 10.700°S,142.000°E | Golf de Carpentària        | |
| 11° 46′ S, 142° 0′ E / 11.767°S,142.000°E | Austràlia                  | Queensland Nova Gal·les del Sud — des de 29° 0′ S, 142° 0′ E / 29.000°S,142.000°E Victoria — des de 34° 7′ S, 142° 0′ E / 34.117°S,142.000°E                                                                      |
| 38° 18′ S, 142° 0′ E / 38.300°S,142.000°E | Oceà Índic                 | Les autoritats australianes ho consideren part de l'oceà Antàrtic[4][5] |
| 38° 24′ S, 142° 0′ E / 38.400°S,142.000°E | Austràlia                  | Victoria — Illa de Lady Julia Percy |
| 38° 25′ S, 142° 0′ E / 38.417°S,142.000°E | Oceà Índic                 | Les autoritats australianes ho consideren part de l'oceà Antàrtic |
| 60° 0′ S, 142° 0′ E / 60.000°S,142.000°E  | Oceà Antàrtic              | |
| 66° 49′ S, 142° 0′ E / 66.817°S,142.000°E | Antàrtida                  | Terra Adèlia, reclamada per França |